# Лафёйад-ан-Вези
Лафёйа́д-ан-Вези́ (фр. Lafeuillade-en-Vézie, окс. Lafeuillade en Vézie) — коммуна во Франции, находится в регионе Овернь. Департамент — Канталь. Входит в состав кантона Монсальви. Округ коммуны — Орийак.
Код INSEE коммуны — 15090.
Коммуна расположена приблизительно в 460 км к югу от Парижа, в 125 км юго-западнее Клермон-Феррана, в 16 км к югу от Орийака.

## Население
Население коммуны на 2008 год составляло 572 человека.
| 1962 | 1968 | 1975 | 1982 | 1990 | 1999 | 2008 |
| ---- | ---- | ---- | ---- | ---- | ---- | ---- |
| 444  | 457  | 518  | 484  | 430  | 514  | 572  |

## Экономика
В 2007 году среди 326 человек в трудоспособном возрасте (15—64 лет) 252 были экономически активными, 74 — неактивными (показатель активности — 77,3 %, в 1999 году было 73,5 %). Из 252 активных работали 236 человек (120 мужчин и 116 женщин), безработных было 16 (8 мужчин и 8 женщин). Среди 74 неактивных 26 человек были учениками или студентами, 35 — пенсионерами, 13 были неактивными по другим причинам.